# Thunderstone
Thunderstone ist eine im Jahre 2000 von Nino Laurenne gegründete finnische Power-Metal-Band.

## Geschichte
Die Band Thunderstone wurde Anfang 2000 vom finnischen Gitarristen Nino Laurenne gegründet. Nachdem er die erste Demo aufgenommen hatte, stießen mit Titus Hjelm (Bass), Pasi Rantanen (Gesang) und Mirka Rantanen (Schlagzeug) drei weitere Musiker zur Band hinzu. Mitte 2001 wurde das Quartett durch Kari Tornack (Keyboard) verstärkt und eine zweite Demo aufgenommen, die Thunderstone einen Plattenvertrag mit Nuclear Blast einbrachte.
Das Debütalbum Thunderstone wurde 2002 veröffentlicht. Als Gastmusiker wirkte Gitarrist Timo Tolkki (Stratovarius) mit. Das Album schaffte den Sprung in diverse Hitlisten zum „Besten Metalalbum 2002“. Anfang 2003 wurde die Band von den Fans des Rock-Hard-Magazins zum Newcomer des Jahres gewählt und es folgte eine große Europatour zusammen mit Symphony X und Stratovarius.
Nach der Tour ging die Band wieder ins Studio und nahm mit The Burning ihr zweites Album auf, bei dem diesmal Gitarrist Michael Romeo (Symphony X) mitwirkte. Eine zweite Europatour (mit Axel Rudi Pell) folgte, bei der Thunderstone auch ihren ersten Festivalauftritt auf dem Wacken Open Air feierten.
Das dritte Album Tools of Destruction erschien 2005 und dessen Singleauskopplung Tool of the Devil schaffte es bis auf Platz 3 der finnischen Charts. Diesmal tourte die Band zusammen mit Lordi, Hammerfall und Firewind durch Europa.
2006 erschien dann das vierte Album Evolution 4.0, mit dem die Band den ersten Sprung in die Top 10 der finnischen Charts schaffte. Im Folgejahr wurde der erste Auftritt in den USA absolviert. In Finnland nahmen sie an der finnischen Vorausscheidung zum Eurovision Song Contest teil und belegten dabei den 2. Platz hinter der Rocksängerin Hanna Pakarinen.
Ende August 2007 trennte sich die Band von Sänger Pasi Rantanen und Keyboarder Kari Tornack. Als kurzfristigen Ersatz für ihre erste Headliner-Tour (mit Nocturnal Rites) wurden der Keyboarder Jukka Karinen (Status Minor) sowie Sänger Tommi Salmela (Tarot) vorgestellt.
Anfang Februar 2008 gab die Band bekannt, dass Jukka Karinen ab sofort fester Bestandteil des Line-ups sein wird und man stellte außerdem Rick Altzi (At Vance) als neuen Sänger vor.
Im Juli 2013 wurde auf der Facebook-Seite bekannt gegeben, dass Sänger Rick Altzi aufgrund seiner Aktivitäten bei Masterplan die Band in Freundschaft verlassen hat, auch Schlagzeuger Mirka Rantanen verließ die Gruppe aus persönlichen Gründen.
Am 2. August wurde auf der Facebook-Seite bekanntgegeben, dass Gründungssänger Pasi Rantanen wieder Teil der Band sei.
2015 gab die Band bekannt, dass sie an einem neuen Album arbeiten. Im selben Jahr veröffentlichte Thunderstone ein Musikvideo zu dem Lied Fire and Ice.
Ein weiteres Musikvideo folgte 2016 zu der Single The Path. Das neue Album ist am 1. April 2016 erscheinen und trägt den Namen Apocalypse Again.

## Diskografie

### Alben
- Thunderstone (2002)
- The Burning (2004)
- Tools of Destruction (2005)
- Evolution 4.0 (März 2007)
- Dirt Metal (2009)
- Apocalypse Again (2016)

### Singles
- Virus (2002)
- Until We Touch the Burning Sun (2004)
- Tool of the Devil (2005)
- 10 000 Ways (2007)
- Forevermore / Face in the Mirror (2007)